# ウォーキングサッカー
ウォーキングフットボール(ウォーキングサッカー)（英語:Walking football）は、サッカーを基にした球技スポーツである。

## 起源
2011年7月にイングランドのチェスターフィールド FC コミュニティトラストが 55 歳以上の高齢者の健康のためにおこなったのが、現在のルールに繋がる原点といわれている。

## 概要

### サッカーと異なるルール
- キックは基本ゴロで。高さは1mくらいまで。
- オフサイドなし。1チーム5 - 8人制。
- ゴールラインアウトはゴールキックからアンダースロー。
- タッチアウトはキックインまたはアンダースロー。
- 反則はペナルティーキック (PK)以外すべて間接フリーキック。
- PKはゴールラインから6m離れた地点からワンステップキック。
- コート面積は、縦32 - 40m×横16 - 20m。
- 相手がボールを保持している場合、前に立つだけにして、トラップミスやドリブルでボールが離れる時、パスカット等を狙うようにすること。
- 相手にプレーをさせるようにすること。
- みんなで笑顔で楽しむこと。

### 主な禁止事項
- 走行（両足が浮いた状態を「走っている」とみなす）
- 接触
- スライディング
- ヘディング
- 相手がボールを保持している時にボールを取りに行く行為（ただし、相手が向かってきて接触した場合は相手の反則）
- 後ろ向きに背中で相手を押しながらボールを運ぶ
- 強い球を蹴る

## 日本での展開
2016年頃に輸入され、主に『ウォーキングサッカー』の名前で開始される。しかしその後、日本サッカー協会(JFA)の管理とは別に、『日本ウォーキングサッカー協会』を名乗る団体が立ち上がりJFAと対立。正式に、JFAが管理する『日本ウォーキングフットボール連盟』傘下の大会では競技名を主に「ウォーキングフットボール」とし、『日本ウォーキングサッカー協会』が管理する催しでは競技名を「ウォーキングサッカー」と名乗るようになった。しかしながらそれ以前にJFA系列の団体が開催の際に作った幟や横断幕には「サッカー」表記だった物があり、その後もそのまま使用されている場合もある。JFAの管轄が本家とされるので、日本での正式名は『ウォーキングフットボール』となる。競技規則などは基本的に同じである。